# Горшков, Егор Гаврилович
Егор Гаврилович Горшков (1916—1942) — советский танкист, старший лейтенант Рабоче-крестьянской Красной Армии, участник советско-финской и Великой Отечественной войны, Герой Советского Союза (1940).

## Биография
Егор Горшков родился в 1916 году в деревне Слепушкино (ныне — Наро-Фоминский район Московской области) в семье крестьянина. Получил неполное среднее образование, работал трактористом в Шелковской (Верейский район Московской области) машинно-тракторной станции. В 1937 году Горшков был призван на службу в Рабоче-крестьянскую Красную Армию. Участвовал в советско-финской войне, в звании младшего комвзвода был механиком-водителем танка танковой роты 27-го стрелкового полка 7-й стрелковой дивизии 7-й армии Северо-Западного фронта.
23 февраля 1940 года, когда в ходе атаки соседний танк был подбит, Горшков прикрыл его от вражеского огня, вышел из танка и лично исправил повреждения. Во время штурма города  Выборга (ныне — Ленинградская область) Горшков помог экипажу танка командира взвода покинуть загоревшуюся боевую машину и перейти в укрытие.
Указом Президиума Верховного Совета СССР от 21 марта 1940 года за «образцовое выполнение боевых заданий командования на фронте борьбы с финской белогвардейщиной и проявленные при этом отвагу и геройство» младший комвзвод Егор Горшков был удостоен высокого звания Героя Советского Союза с вручением ордена Ленина и медали «Золотая Звезда» за номером 484.
В 1941 году Горшков окончил Орловское танковое училище. Участвовал в Великой Отечественной войне, командовал танковым взводом, в составе 10-й армии участвовал в битве под Москвой. Старший лейтенант Егор Горшков отличился при освобождении города Белёва Тульской области, первым ворвавшись в город на своём танке.
С 5 по 12 июля 1942 года силами 61-й и 16-й армий левого крыла Западного фронта была предпринята наступательная операция для содействия войскам Брянского фронта, где противник прорвал оборону советских войск и успешно развивал наступление на Воронеж. Из-за сопротивления и ответных действий противника советские войска, понеся большие потери, остались практически на исходных позициях. Оставшаяся под контролем советских войск небольшая деревня Паленка (Белёвского района Тульской области) несколько раз переходил из рук в руки.
5 июля 1942 года в боях за деревню Паленка отличился командир взвода танков КВ-1 1-го танкового батальона 68-й танковой бригады (61-я армия Западного фронта) старший лейтенант Егор Горшков. В составе своего экипажа он уничтожил одну противотанковую батарею, три блиндажа, один дзот, три пулемётных гнезда, один миномёт и до 20-ти солдат противника. Дважды его танк загорался от снарядов противника, однако экипажу удавалось погасить огонь и остаться в бою. После очередного возгорания экипажу пришлось покинуть танк и пробиваться к своим. При отходе Егор Горшков был ранен и умер на следующий день при эвакуации в госпиталь. Похоронен в Белёве в братской могиле на центральной площади Октября.

## Награды и звания
- Герой Советского Союза (21 марта 1940)[5].
- Орден Отечественной войны I степени (22 января 1943, посмертно)[2].
- Медали[1].

## Семья
Отец — Гаврил Петрович Горшков.